# Calloneghe
Le Calloneghe sono una frazione del comune italiano di Rocca Pietore in provincia di Belluno.
Non si tratta di un centro abitato compatto, ma è composto da un gruppo di otto villaggi distribuiti lungo le pendici del Sasso Bianco, alla destra del torrente Cordevole.

## Geografia fisica
Il territorio delle Calloneghe si estende a sudest del capoluogo comunale, delimitato a nord dal torrente Pettorina, a est dal Cordevole e del lago di Alleghe, a sud dal ru delle Donne e a ovest dal massiccio del Sasso Bianco. L'area presenta quindi dei dislivelli molto marcati, che vanno dai 2407 m della cima ai 900 ca. del fondovalle.
All'estremità meridionale sussiste il macereto della frana del Piz, che nel 1771 ostruì il corso del torrente per formare il lago di Alleghe.

## Storia
Nel 1030 il vescovo di Belluno Ermanno concesse al Capitolo dei Canonici della Cattedrale una vasta area alla destra del torrente Cordevole, affinché ne avviassero la colonizzazione. Furono così fondati i villaggi delle Calloneghe, il cui toponimo deriva appunto da canonico.
Gli abitanti delle Calloneghe erano uomini liberi e l'unico vincolo cui erano sottoposti era il pagamento di un affitto ai canonici in base alla resa del loro lavoro. Si trattava di una situazione anomala in quanto nei centri vicini era in vigore la servitù della gleba legata all'autorità di feudatari. Esemplare quanto accaduto nel 1320, quando i coloni riuscirono a sottrarsi alla chiamata alle armi imposta dal Consiglio di Belluno grazie alle loro prerogative di uomini liberi.
In realtà esistette un obbligo di tributo nei confronti della vicina Rocca di Pietore che garantiva loro protezione militare. Quando il castello venne distrutto, la tassa venne riscossa dal Capitano di Belluno.
Nel 1567 i coloni si rivolsero proprio a quest'ultimo in quanto i Canonici avevano deciso di "sfrattarli" dalle loro terre. Probabilmente le proprietà non rendevano più come un tempo e il Capitolo aveva deciso di venderle all'incanto. La controversia fu risolta l'anno successivo concedendo ai coloni stessi di riscattare le loro terre. In questo modo, tuttavia, le Calloneghe perdevano il loro particolare status amministrativo, divenendo una delle tante regole che componevano il Capitanato di Agordo.
Nel 1771 si verificò la disastrosa frana che, ostruendo il corso del Cordevole, portò alla graduale formazione del lago di Alleghe. Il villaggio di Riete venne distrutto, mentre Peron e Costa dovettero essere abbandonati nei mesi successivi per l'innalzarsi del livello delle acque. Questo evento fu anche alla base, nel 1774, dell'erezione della parrocchia (con sede a Sdernade, oggi Santa Maria delle Grazie), in quanto si complicarono i collegamenti con la chiesa di Alleghe.

## Geografia antropica
La frazione è formata dai seguenti centri abitati (tra parentesi i nomi in ladino):
MasaréÈ il villaggio più recente, fondato dopo la formazione del lago di Alleghe presso la sua estremità meridionale. Parte dell'abitato è compresa nel comune di Alleghe. Conta 119 residenti.
Vi si trova villa Paganini.
Saviner di Calloneghe (Savinèi)A sud di Santa Maria delle Grazie, la specifica serve per distinguerla dall'omonima Saviner di Laste. È oggi disabitata.
Santa Maria delle Grazie (Zernade)È l'antica Sdernade, toponimo che sopravvive nella forma ladina. Localizzata lungo il Cordevole (qui le due rive sono collegate da un ponte), è il secondo nucleo più popoloso con 103 abitanti.
Bramezza (Bremeza)Si trova a monte di Santa Maria delle Grazie e, con i suoi 1752 m s.l.m., è il villaggio più elevato della frazione. Premezze di Sant'Anselmo era il toponimo con cui in origine si indicava l'odierno monte Bramezza; era così chiamato in riferimento alle primizie che i coloni delle Calloneghe erano tenuti a conferire ai Canonici. Oggi è disabitata.
Caracoi Agoin (Caracogn Agoin)A monte di Santa Maria delle Grazie, verso nordovest. Conta 64 residenti.
Caracoi Cimai (Caracogn Zimai)A nord di Caracoi Agoin, oggi disabitata.
Pezzé (Pezéi)A nord di Caracoi Cimai, in prossimità di Rocca Pietore (da cui è più facilmente accessibile). Vi vivono 31 abitanti.
SorarùCon 27 abitanti, si trova a ponente di Pezzé, in prossimità di Col di Rocca.

## Monumenti e luoghi d'interesse

### Architetture religiose

#### Complesso del Santuario di Santa Maria delle Grazie
A Santa Maria delle Grazie sorge l'omonima chiesa, derivante da un ex-voto fatto dai capifamiglia di Calloneghe nel 1645, in seguito a una grave calamità (di cui non si sa nulla di preciso). Solo nel 1693, tuttavia, tale Simone Rossi si preoccupò della costruzione di un sacello in cui collocò un'immagine della Vergine portata da un pellegrinaggio che aveva effettuato presso il Santuario di Innsbruck. Nel 1701 se ne iniziò l'ampliamento, che vide anche la costruzione della sagrestia e l'acquisto di arredi sacri. Dal 1722 ebbe tutto il necessario per lo svolgimento delle funzioni sacre e nel 1747 fu dotata di un altare intitolato a san Giovanni Nepomuceno, invocato contro le calamità legate alla forza delle acque. Alluvioni e frane furono sempre molto frequenti a Calloneghe; una delle più gravi e recenti si verificò nel 1966, provocando danni alla chiesa e all'intero abitato.
Nel secondo dopoguerra l'angusto edificio fu affiancato da uno più grande, consacrato nel 1964. In questo nuovo luogo di culto sono state trasferite varie opere d'arte provenienti dalla vecchia chiesa; tra queste, l'immagine della Madonna delle Grazie donata da Simone Rossi, due tele settecentesche (i Santi Giovanni Nepomuceno, Valentino e Nicolò e la Madonna delle Grazie con sant'Antonio, san Francesco e Simone Rossi) e un olio su tela (San Giuseppe e Gesù Bambino). si trovano inoltre lavori più recenti di Augusto Murer (tra cui il fregio della facciata), Franco Fiabane (rosone) e Toni Benetton. Nella vecchia chiesa si conservano ancora nella vecchia chiesa un battistero ligneo del 1772, due lampade d'argento ottocentesche e un lampadario in cristallo di Murano.
Sempre nella piazzetta della chiesa sorge un edificio costruito nel 1772 dai sopravvissuti della frana del Piz. Su una lunetta della facciata si trova una scultura lignea che rappresenta la Deposizione.